# Tép cọp

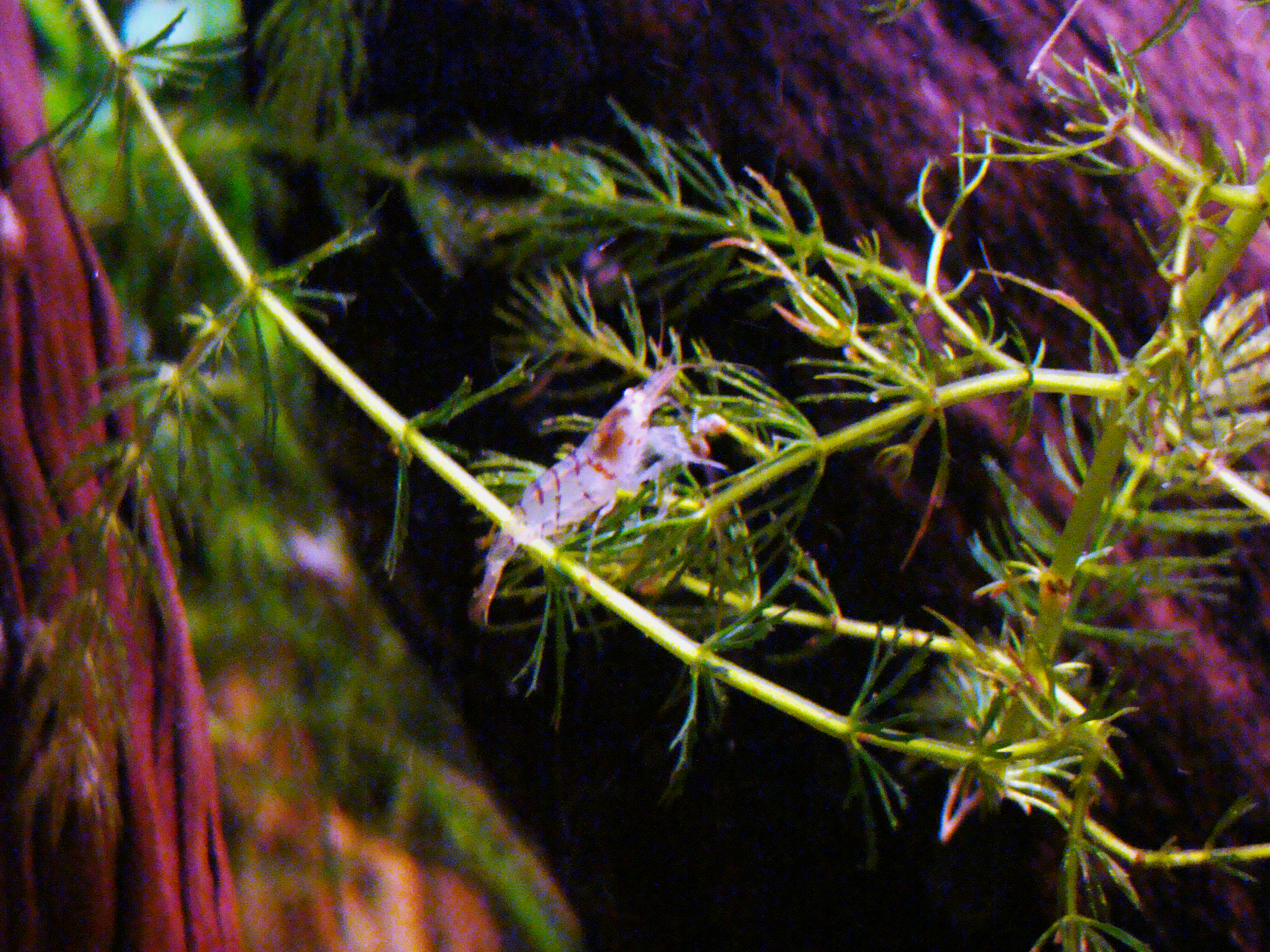
Một con tép cọp trong bể

Tép cọp (Danh pháp khoa học: Caridina cf. cantonensis var. tiger) là một loài tép thủy sinh phân bố tại các vùng nước ngọt ở vùng Đông Nam Á và là một trong những loài sinh vật cảnh phổ biến ở vùng này. Ở Việt Nam, bên cạnh những loài tép nội, tép cảnh ngoại đang giành được sự ưu ái đặc biệt của giới sành chơi, có giá từ vài USD đến vài chục USD. Thú chơi tép cảnh tại Thành phố Hồ Chí Minh khá thịnh hành và thành trào lưu

## Đặc điểm
Kích thước của tép cọp bé, chiều dài toàn thân cỡ khoảng từ 25–38mm (1–1.5 in) con cái có kích thước lớn hơn con đực. Tên gọi cọp được đặt vì thân hình loài tép này có những vệt sọc xám đen như nhưng vằn đen trên bộ da của hổ. Tép cọp sống trong vùng nước có độ PH dao động từ 6.2-7.5. Tuổi thọ của loài tép này từ 1 đến 2 năm tuổi. Tuy tên gọi là cọp nhưng tép cọp là loài hiền lành, không có tính gây hấn với các loài vật khác.